# Nikolaus II. Imfeld
Nikolaus II. Imfeld (* 25. April 1694 in Sarnen; † 1. August 1773 in Einsiedeln) war von 1734 bis 1773 der 45. Abt der Benediktinerabtei Einsiedeln.

## Leben

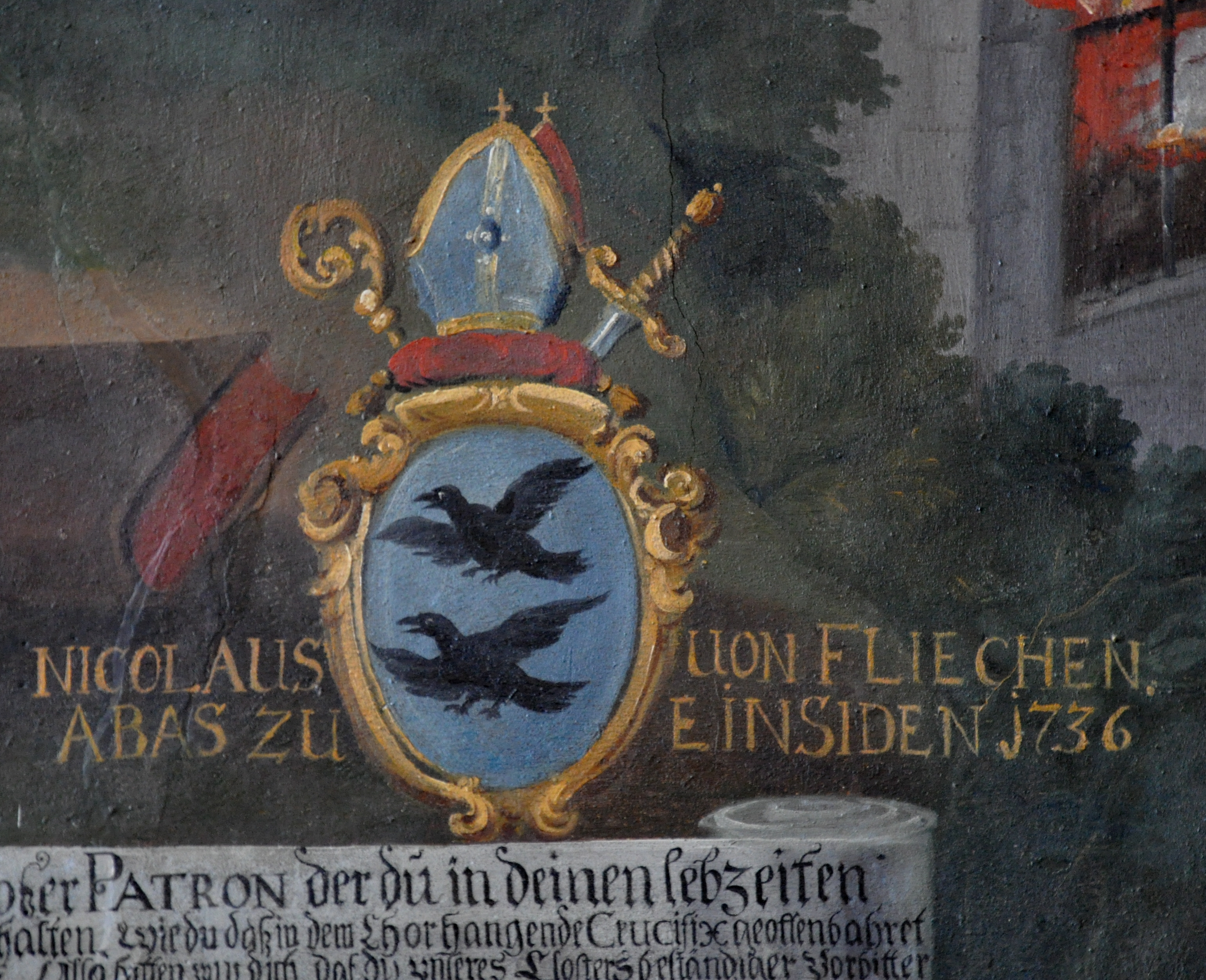
Jacob Carl Stauder, 1736: Wappen von Abt Nikolaus von Fliechen, im Kloster St. Katharinental

Anton Sebastian Imfeld, der ältere Bruder des Obwaldner Politikers Just Ignaz Imfeld, wurde am 25. April 1694 als Sohn von Sebastian Imfeld und Maria Ursula Imfeld geboren. Mit zwanzig Jahren legte er seine Profess ab und wählte den Ordensnamen Nikolaus. 1720 wurde er zum Priester geweiht. Ein Jahr später wurde er von Abt Thomas als Katechet der Einsiedler Schulkinder eingesetzt, rückte aber bereits zwei Jahre später als Philosophieprofessor nach, bis er 1734 zum Abt gewählt wurde.
Da der Kirchenbau nahezu vollendet war, sollte die Abtweihe mit der Einweihung der Kirche verbunden werden, sodass beide Ereignisse am 1. und 3. Mai 1735 gefeiert wurden.
Der innere Ausbau und die Erstellung der Nebengebäude des Klosters sollten noch Jahre in Anspruch nehmen. Ein kurzer Schrecken verursachte das Erdbeben von 1755, welches Lissabon in Trümmer legte, in Einsiedeln aber kaum Schäden verursachte. Ein weiteres Bauprojekt unter Abt Nikolaus wurde die Kirche im Kloster Fahr, welche in den Jahren 1743 bis 1746 entstand.
In die Regierungszeit von Abt Nikolaus II. fallen auch politische Unruhen im Dorf Einsiedeln. Der Streitfall entstand aufgrund eines von der Fürstabtei erneuerten Verbotes des gleichzeitigen Betreibens mehrerer Gewerbe. Auch nachdem sich die Schwyzer Landsgemeinde zugunsten der Fürstabtei entschieden hatte, konnten die Unruhen erst nach der Hinrichtung von sechs Unruhestiftern und Strafen für weitere Beteiligte, wie ewige Verbannung oder Pranger, beigelegt werden. Eine Versöhnung der Landbevölkerung mit dem Kloster entstand bei der grossen Hungersnot von 1771, als dieses mit grossen Getreidezukäufen die Not linderte.
Der Abt litt schwer unter Steinleiden und musste 1759 ohne grossen Erfolg behandelt werden. Das Leiden verfolgte ihn bis zu seinem Tod im Jahre 1773.